# Migny
Migny település Franciaországban, Indre megyében. Lakosainak száma 110 fő (2022. január 1.). Migny Lazenay, Poisieux, Diou, Saint-Georges-sur-Arnon és Sainte-Lizaigne községekkel határos.

## Népesség
A település népességének változása:
| Lakosok száma | 94   | 86   | 78   | 118  | 123  | 126  | 129  | 120  | 115  | 110  |
|               | 1968 | 1982 | 1990 | 2006 | 2013 | 2015 | 2017 | 2019 | 2020 | 2022 |